# مارگانیتا خفری
مارگانیتا فوگت-خُفری یا مگی خُفری (به انگلیسی: Marganita "Maggie" Vogt-Khofri)، (زاده ۱۹۵۲ میلادی در کرمانشاه) پیانیست، خواننده و موسیقیدان کلاسیک آشوری متولد ایران است.

## زندگی
مارگانیتا خُفری خواننده، پیانیست و موسیقیدان کلاسیک در سال ۱۹۵۲ میلادی در کرمانشاه به دنیا آمد. والدینش جنی و پولوس خُفری هر دو متولد کشور عراق بودند و به کرمانشاه مهاجرت کرده بودند. پدرش پاولوس خفری یکی از سرشناس‌ترین موسیقیدانان آشوری در زمینهٔ موسیقی و نقاشی فعالیت می‌کرد. مارگانیتا خفری با ادوین فوگت ازدواج کرد و به همراه همسر و دو فرزندش از سال ۱۹۸۴ میلادی به شهر زوریخ در سوئیس رفته و در آنجا زندگی می‌کند. مارگانیتا خفری همچنین به عنوان فعال اجتماعی داوطلب برای بنیاد کاریتاس، بخشی از جنبش هلال احمر و صلیب سرخ بین‌الملل در سوئیس فعالیت می‌کند. این بنیاد به مردم خاورمیانه مانند کردها، ایرانی‌ها و آشوری‌ها کمک می‌کند تا برای پناهندگی و مهاجرت در خواست ارائه دهند.

## موسیقی
فوگت-خفری آموختن پیانو را در سن ۱۱ سالگی و زمانی آغاز کرد که خانواده اش از کرمانشاه به تهران آمده بودند. او به کنسرواتوار موسیقی تهران رفت ولی پس از مدتی به آمریکا رفت و دورهٔ دبیرستان را در آنجا گذراند. فوگت-خفری به آموختن آوازهای روحانی مسیحی پرداخت و همچنین آموختن گیتار را نیز آغاز کرد. وی بار دیگر به تهران بازگشت و برای دریافت مدرک نوازندگی پیانو، اپرا و موسیقی‌شناسی به دانشگاه تهران رفت. فوگت-خفری در سن ۱۸ سالگی در خانهٔ اپرای تهران (تالار وحدت کنونی) به عنوان خواننده (سوپرانو و آلتو) پذیرفته شد. وی به مدت ۱۲ سال در گروه کر به اجرا پرداخت و سپس چندین سال در سمت مدیر کنسرواتوار زنان تهران چندین سال فعال بود.
فوگت-خفری به عنوان عضو گروه رقص فولکلور آشوری نیز به هنرمندی پرداخته‌است. این گروه زیر نظر لیلی تمرز فعالیت می‌کرد. وی به عنوان از سوی وزارت فرهنگ و هنر ایران برای اجرا در جشنوارهٔ هنری رقص‌ها و موسیقی‌های فولکلور ملت‌های جهان در کن فرانسه انتخاب شد.
خفری همچنین عضو فعال گروه کر کلیسای سنت ژوزف تهران به مدیریت پدرش پولوس خفری بوده‌است. وی به اجرا با گروه سیریناس کوارتت (به معنای کوارتت آواز پرنده) پرداخته که گروهی آشوری بود که ژوزف ملک، شوبرت خدابندی و جانی خانگلدی در آن حضور داشتند. این کوارتت که به ترویج موسیقی روحانی آشوری و آوازهای عامه‌پسند می‌پرداخت، چندین کنسرت برای جامعهٔ آشوریان ایران و نیز برای مراکز فرهنگی خارجی در انستیتوی آلمانی گوته، مرکز فرهنگی دانمارک و مرکز فرهنگی هلند که همگی در تهران واقع بودند برگزار کرد. سیریناس کوارتت آلبومی به نام کریسمس منتشر کرد که ترانه ای آشوری برای خانواده در آن بود.
فوگت-خفری هم‌اکنون عضو گروه بزرگ کر کاتدرال سنت گئورگ است که با ارکستر سمفونیک زوریخ و گروه کر اپرای زوریخ همکاری می‌کند. افزون بر این وی در انجمن خوانندگان باخ نیز عضویت دارد. وی به تدریس پیانو می‌پردازد و روش خاص خودش را در آموزش این ساز ابداع کرده‌است.